# Eclissi solare del 25 ottobre 2022
L'eclissi solare del 25 ottobre 2022,  di tipo parziale, è un evento astronomico che ha avuto luogo il suddetto giorno intorno alle 11:00  UTC.  Il luogo in cui è avvenuto il culmine massimo è nel cuore della Russia, nella Siberia centrale. Essendo di tipo parziale l'ombra della Luna non ha toccato il suolo e in nessun luogo è stato possibile assistere alla totale scomparsa del Sole.
In Italia l'evento ha avuto inizio alle ore 09.25 UTC, con fase massima alle ore 10.21 ed uscita completa della luna dal disco solare alle ore 11.18.

## Percorso e visibilità
Questa eclissi solare parziale fu visibile nel sud-est della Groenlandia, nella maggior parte dell'Europa eccetto il Portogallo, la metà sud-occidentale della Spagna e le Svalbard; la metà orientale del Nord Africa, il Ciad nord-orientale, l'Africa orientale settentrionale, l'Asia occidentale, l'Asia centrale e il subcontinente indiano. Fu visibile altresì nella maggior parte dello Sri Lanka centrale e settentrionale, nella maggior parte dello Xinjiang cinese tranne l'estremità orientale, nel Tibet centrale e occidentale, il Qinghai occidentale e la Mongolia occidentale.

## Ciclo di Saros
L'eclissi fa parte del ciclo di Saros 124, che comprende 73 eclissi solari in totale, 9 eclissi solari parziali dal 6 marzo 1049 al 1 giugno 1193 e dal 12 giugno 1211 al 22 settembre 1968 43 eclissi solari totali, 1 eclissi anulare totale (nota anche come eclissi mista) il 3 ottobre 1986 e 20 eclissi solari parziali dal 14 ottobre 2004 all'11 maggio 2347, per un totale di 1298,17 anni. L'oscuramento più lungo di questo ciclo di eclissi si è verificato il 3 maggio 1734, della durata di 5 minuti e 46 secondi.

## Simulazione zona d'ombra
L'eclissi interesserà le aree delimitate nel seguente prospetto, le linee rappresentano i vari gradi dell'evento.

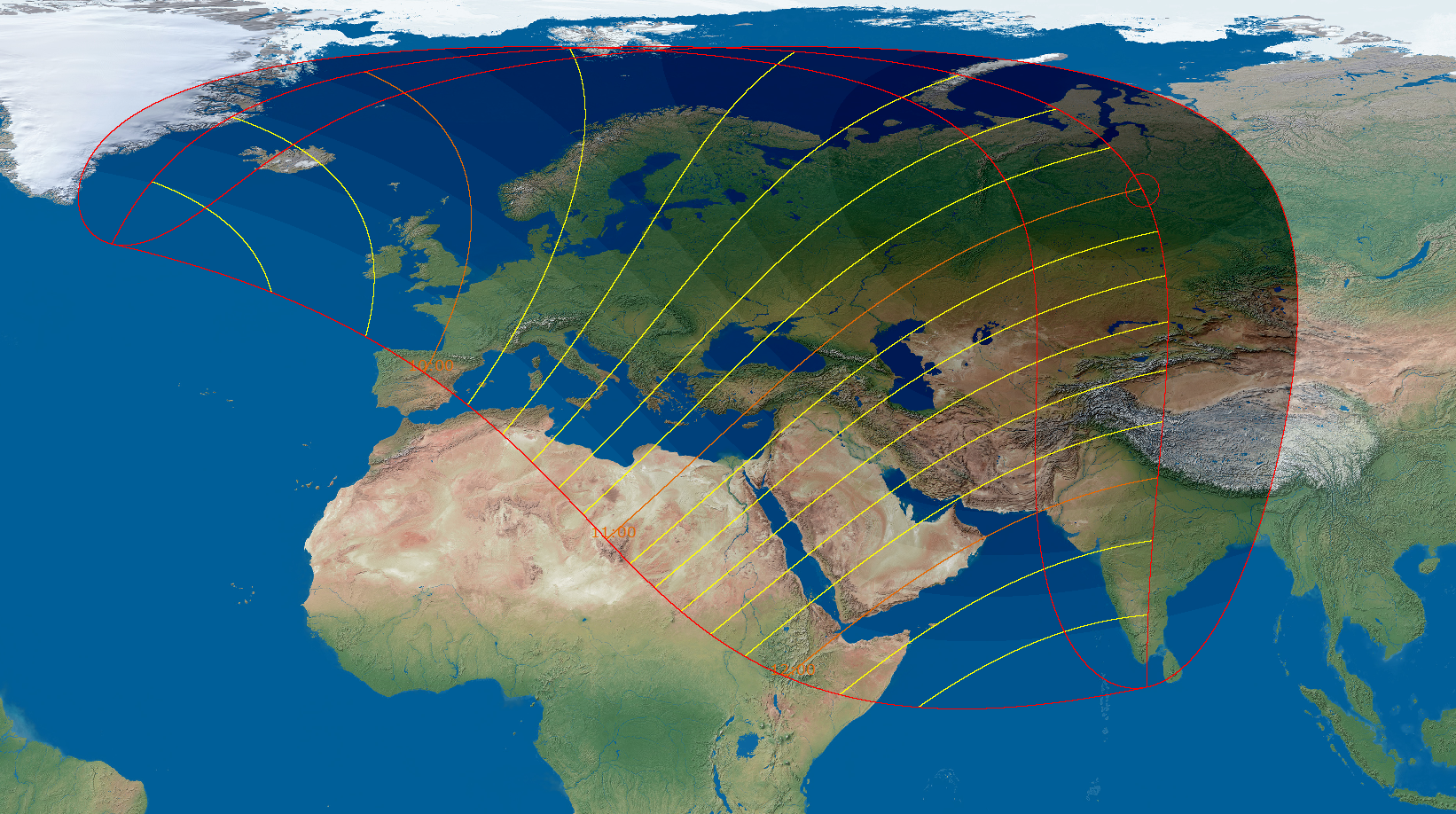
Rappresentazione grafica della zona d'ombra